# Фюрих, Крис
Крис Фю́рих (нем. Chris Führich; род. 9 января 1998, Кастроп-Рауксель, Северный Рейн-Вестфалия) — немецкий футболист, крайний полузащитник клуба «Штутгарт» и национальной сборной Германии. Участник чемпионата Европы 2024.

## Клубная карьера
Фюрих родился в Кастроп-Раукселе в Северном Рейне-Вестфалии и начал заниматься футболом в «Зудервихе» из соседнего города Рекклингхаузен. В 2006 году присоединился к академии «Шальке 04». В 2013 году Фюрих перешёл в молодёжную команду до 16 лет соперников из «Боруссии» (Дортмунд). Зимой 2015 года он присоединился к мололёжной команде «Бохума», а уже летом того же года стал игроком команды «Рот-Вайсс» (Оберхаузен) до 19 лет. В сезоне 2016/17 отметился 9 голами в 26 матчах в Бундеслиге U-19.
Перед сезоном 2017/18 Фюрих стал игроком «Кёльна II». Дебютировал во взрослом футболе 29 июля 2017 года в матче региональной лиги «Запад».
13 декабря 2017 года впервые вышел в составе основной команды «Кёльна» на поле в матче Бундеслиги против «Баварии», выйдя на замену на 72-й минуте матча. В следующей домашней игре 16 декабря 2017 года против «Вольфсбурга» впервые вышел в стартовом составе.
Летом 2019 года стал игроком второй команды «Боруссии» (Дортмунд). В январе 2020 года вместе с партнёром Штеффеном Тиггесом был приглашён на зимние тренировочные сборы основной команды в Марбелье. Был регулярным игроком стартового состава «Боруссии II», пропустив лишь одну игру до остановки сезона в связи с пандемией COVID-19. Выступал в полузащите и на флангах атаки и набрал 14 очков по системе «гол + пас», став одним из самых результативных игроков команды. Начиная с мая 2020 года был 5 раз включён главным тренером Люсьеном Фавром в состав на матчи основной команды, но на поле не появлялся.
Желая проявить себя на более высоком уровне, перешёл на правах аренды в клуб Второй Бундеслиги «Падерборн 07», который вылетел из первой Бундеслиги по результатам прошедшего сезона. Фюрих сыграл в каждом матче сезона 2020/21, выступая на позиции вингера или центрального нападающего. Адаптация к новой лиге прошла быстро, уже во втором туре в матче против «Гамбург» (3:4) игрок забил дважды и заработал пенальти. В самом результативном матче сезона, 8:3 против «Эрцгебирге», принял непосредственное участие в 3 голах команды. С 22 голами Фюрих стал вторым лучшим бомбардиром сезона в команде, и смог бросить вызов за место в стартовом составе Каю Прёгеру, который был основным игроком в предыдущем сезоне в Бундеслиге. Учитывая успешные выступления Фюриха, спортивный директор «Падерборна» Фабиан Вольгемут выразил заинтересованность в переходе игрока в команду на постоянной основе. После ухода Кристофера Антви-Аджея в «Бохум» клуб активировал опцию выкупа Фюриха у «Боруссии».
19 июля 2021 года, несмотря на недавний трансфер в «Падерборн», неожиданно перешёл в клуб Бундеслиги «Штутгарт», подписав контракт до 2025 года.

## Карьера в сборной
В октябре 2023 года был впервые вызван в национальную сборную Германии новым главным тренером Юлианом Нагельсманом. Дебютировал 14 октября 2023 года в товарищеском матче против сборной США, выйдя на замену на 81-й минуте.
Был включён в состав сборной на домашний чемпионат Европы 2024 года.

## Достижения

### Командные
«Кёльн»
- Чемпион Второй Бундеслиги: 2018/19

«Штутгарт»
- Обладатель Кубка Германии: 2024/25